# Rubert Martínez
Rubert Martínez Texidor, född den 16 juli 1985, är en kubansk judoutövare som vann silver vid Panamerikanska spelen 2003 i lättvikt. Han representerade också Kuba vid Olympiska sommarolympiaden i Aten, Grekland, 2004. Han blev då besegrad i första omgången.